# Verkehrsstation Wien Spittelau
Die Verkehrsstation Wien Spittelau ist ein mehrgeschoßiger Umsteigeknoten im 9. Wiener Gemeindebezirk Alsergrund. Er erstreckt sich parallel zu und über den Gleisen der Franz-Josefs-Bahn. Der Knoten ist einer der bedeutendsten für den aus dem nordwestlichen Niederösterreich einpendelnden Personennahverkehr und besteht aus der Haltestelle Wien Spittelau der ÖBB und der U-Bahn-Station Spittelau der Wiener Linien. In der Verkehrsstation treffen die U-Bahn-Linien U4 und U6 aufeinander. Außerdem halten hier Regionalzüge der Franz-Josefs-Bahn, sowie Züge der S-Bahnlinie S40. Weiters besteht die Möglichkeit, zur Straßenbahnlinie D und zu mehreren Autobuslinien umzusteigen.

## Vorgeschichte

Entwurf von Otto Wagner für die nicht realisierte Haltestelle Spittelau der Dampfstadtbahn

Bereits die Commission für Verkehrsanlagen in Wien plante in den 1890er Jahren für ihre Wiener Dampfstadtbahn im Bereich Althangrund eine Station Spittelau in Hochlage. Sie war zwischen den Haltestellen Nußdorfer Straße und Heiligenstadt der Gürtellinie, kurz nach Einmündung der Radlmayergasse in die Heiligenstädter Straße, geplant. Ursprünglich sollte die Station „Leibenfrostgasse“ heißen, entsprechend der bis 1894 gültigen Bezeichnung der Radlmayergasse. An der Donaukanallinie wiederum war etwas weiter nördlich eine Haltestelle „Rampengasse“, zeitweise auch als „Spittelauer Lände“ bezeichnet, vorgesehen. Im Zuge der Einsparungsmaßnahmen bei der weiteren Projektplanung wurden beide Stationen per Gemeinderatsbeschluss im Jahr 1897 ersatzlos gestrichen.

## Allgemeines
Das markante Hauptgebäude der Verkehrsstation ist erst mit der Auflassung des Verbindungsbogens zwischen Friedensbrücke und Nußdorfer Straße, beziehungsweise mit der Eröffnung des Nordastes der U6 nach Floridsdorf im Jahre 1996 entstanden. In früheren Wiener U-Bahn-Konzeptionen tauchte der Verkehrsknoten bereits seit den 1960er Jahren unter dem Namen „Gürtelkreuz“ auf. Die von der Stadt Wien ursprünglich gewünschte Verlegung des Franz-Josefs-Bahnhofes der ÖBB an diesen Standort wurde jedoch nicht realisiert. Am 7. Oktober 1995 wurden die Anlagen der U4 freigegeben, am 4. Mai 1996 erfolgte die Eröffnung des U6-Abschnitts. In die alten – nicht mehr genutzten – Stadtbahnbögen westlich der Station wurde ein 2008 eröffnetes Bürohaus integriert, das über den Skywalk Spittelau direkt zu erreichen ist. Vom südlichen Vorplatz der Station ist ein Fuß- und Radfahrerweg zu erreichen, der auf der alten Trasse der Dampfstadtbahn beziehungsweise der aus dieser hervorgegangenen Wiener Elektrischen Stadtbahn errichtet wurde.

## Aufbau
Die Station ist als Turmbahnhof ausgeführt. Die Franz-Josephs-Bahn und die U4, die im Stationsbereich nebeneinander verlaufen, verfügen über jeweils einen ebenerdigen Mittelbahnsteig. Quer dazu verläuft zwei Etagen weiter oben die U6 in Hochlage, die hier mit zwei Seitenbahnsteigen ausgestattet ist. Dazwischen liegt ein Verteilergeschoß, über das alle Bahnsteige per Rolltreppe, Aufzug und fester Stiege erreichbar sind. Hier befinden sich auch kleinere Geschäfte wie eine Buchhandlung und eine Tabaktrafik sowie mehrere Schnellimbissläden. Ausgänge führen von der Verteilerebene zur Heiligenstädter Straße, zum Spittelauer Steg sowie über den Skywalk Spittelau zur Guneschgasse; ferner besitzen der ÖBB- und der U4-Bahnsteig Ausgänge zum Josef-Holaubek-Platz bei der Müllverbrennungsanlage Spittelau.
Die Straßenbahnlinie D hält in der Heiligenstädter Straße auf Höhe der Radelmayergasse, nach der die Straßenbahnhaltestelle vor Eröffnung der Verkehrsstation benannt war. Die Linie 35A besitzt ihre Endstation am Josef-Holaubek-Platz, die Linie 37A hält in Richtung Engerthstraße am Liechtenwerder Platz, in Richtung Nußdorfer Straße bzw. Dänenstraße im Döblinger Gürtel unterhalb vom Skywalk. Trotz Namensgleichheit sind die Haltestellen von Straßenbahn und Bus teilweise weit voneinander entfernt und der Umstieg zwischen den Linien erfolgt über andere Haltestellen.
Die Bahnsteige der U6 waren mit 13,5 Metern über dem Straßenniveau bis zur Eröffnung der U2-Station Stadlau am 2. Oktober 2010 die höchstgelegene im gesamten Wiener U-Bahn-Netz.

## Linien im Verkehrsverbund Ost-Region

### ÖBB-Regionalverkehr
| Linie | Verlauf | Takt (min)              | Anmerkungen                                                |
| ----- | --- | ----------------------- | ---------------------------------------------------------- |
| R40   | Wien Franz-Josefs-Bahnhof – Wien Spittelau – Wien Heiligenstadt – Klosterneuburg – St.Andrä-Wördern                                                                                    | ≈30                     | nur Werktags (außer Samstag), dient als Verstärker der S40 |
| REX41 | Wien Franz-Josefs-Bahnhof – Wien Spittelau – Wien Heiligenstadt – Absdorf-Hippersdorf – Sigmundsherberg – Gmünd – České Velenice (– Praha hlavní nádraží)                              | ≈60/≈120 (bis Gmünd NÖ) | zur Stoßzeit alle 30/60 min in Lastrichtung                |
| REX4  | Wien Franz-Josefs-Bahnhof – Wien Spittelau – Wien Heiligenstadt – Absdorf-Hippersdorf – Krems an der Donau                                                                             | ≈60                     | zur Stoßzeit alle 30 min in Lastrichtung                   |
| S40   | Wien Franz-Josefs-Bahnhof – Wien Spittelau – Wien Heiligenstadt – Klosterneuburg-Kierling – Tulln – Tullnerfeld – Herzogenburg – St. Pölten Hbf \|\| ≈30/≈60 (bis St. Pölten Hbf) \|\| |                         |                                                            |

### Stadtverkehr
| Linie | Verlauf |
| ----- | --- |
| U4    | Hütteldorf – Ober St. Veit – Unter St. Veit – Braunschweiggasse – Hietzing – Schönbrunn – Meidling Hauptstraße – Längenfeldgasse – Margaretengürtel – Pilgramgasse – Kettenbrückengasse – Karlsplatz – Stadtpark – Landstraße – Schwedenplatz – Schottenring – Roßauer Lände – Friedensbrücke – Spittelau – Heiligenstadt                                                                                               |
| U6    | Siebenhirten – Perfektastraße – Erlaaer Straße – Alterlaa – Am Schöpfwerk – Tscherttegasse – Bahnhof Meidling – Niederhofstraße – Längenfeldgasse – Gumpendorfer Straße – Westbahnhof – Burggasse-Stadthalle – Thaliastraße – Josefstädter Straße – Alser Straße – Michelbeuern-AKH – Währinger Straße-Volksoper – Nußdorfer Straße – Spittelau – Jägerstraße – Dresdner Straße – Handelskai – Neue Donau – Floridsdorf |
| D     | Absberggasse – Hauptbahnhof Ost – Quartier Belvedere – Oper, Karlsplatz – Ring, Volkstheater – Schottentor – Franz-Josefs-Bahnhof – Spittelau – Heiligenstadt, 12.-Februar-Platz – Nußdorf – Nußdorf, Beethovengang |
| 35A   | Spittelau – Nußdorfer Straße – Krottenbachstraße – Neustift am Walde – Salmannsdorf |
| 37A   | Engerthstr./Traisengasse – Traisengasse – Dresdner Straße – Spittelau – Nußdorfer Straße – Währinger Park – Dänenstraße |
| N35   | Spittelau – Nußdorfer Straße – Krottenbachstraße – Neustift am Walde – Salmannsdorf |
| N36   | Nußdorfer Straße – Spittelau – Heiligenstadt – Nußdorf |
| N64   | Handelskai – Spittelau – Nußdorfer Straße – Währinger Straße-Volksoper – Alser Straße – Thaliastraße – Westbahnhof – Gumpendorfer Straße – Längenfeldgasse – Bahnhof Meidling – Alterlaa |

## Galerie

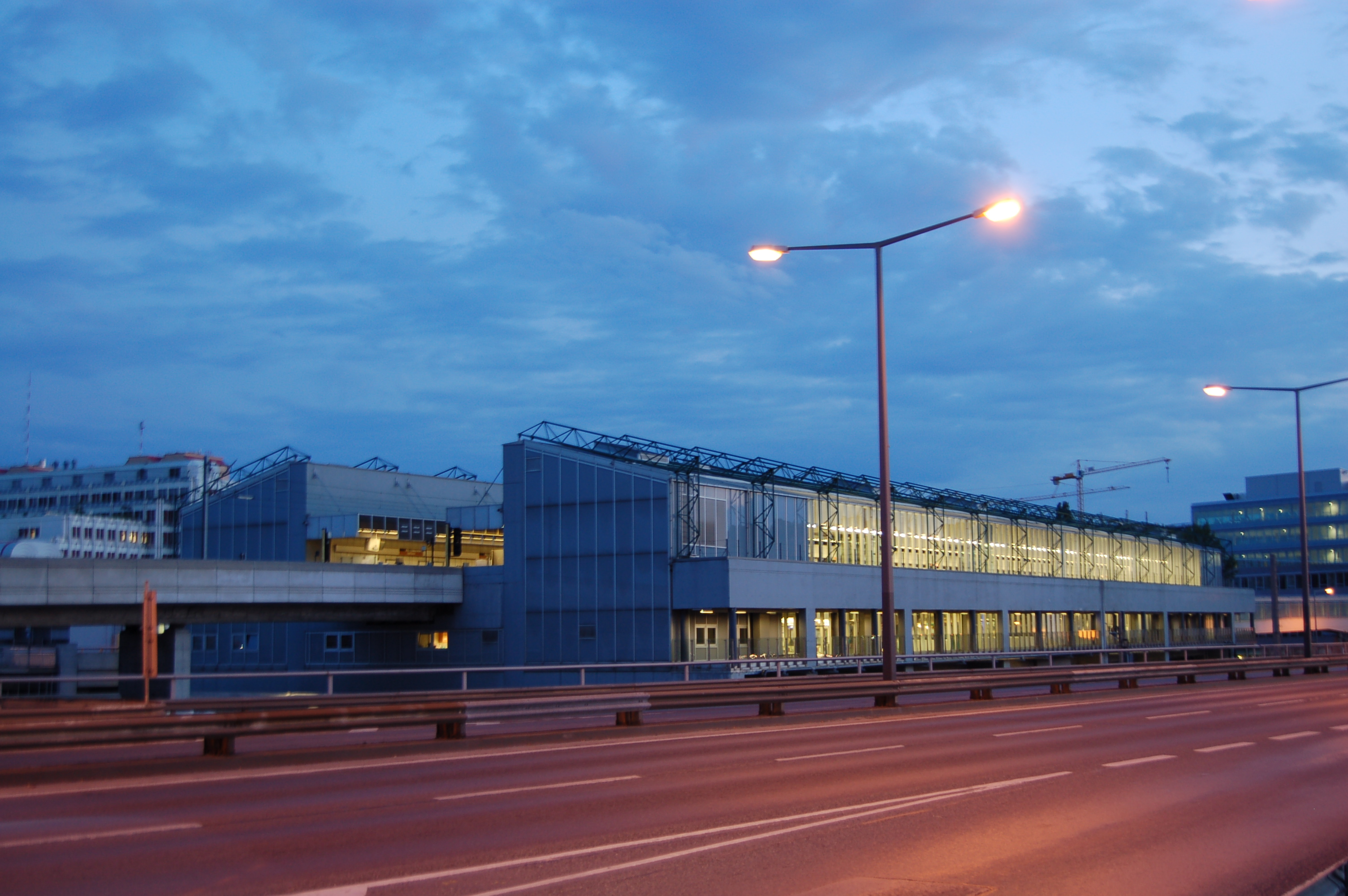
Stationsgebäude von der Gürtelbrücke
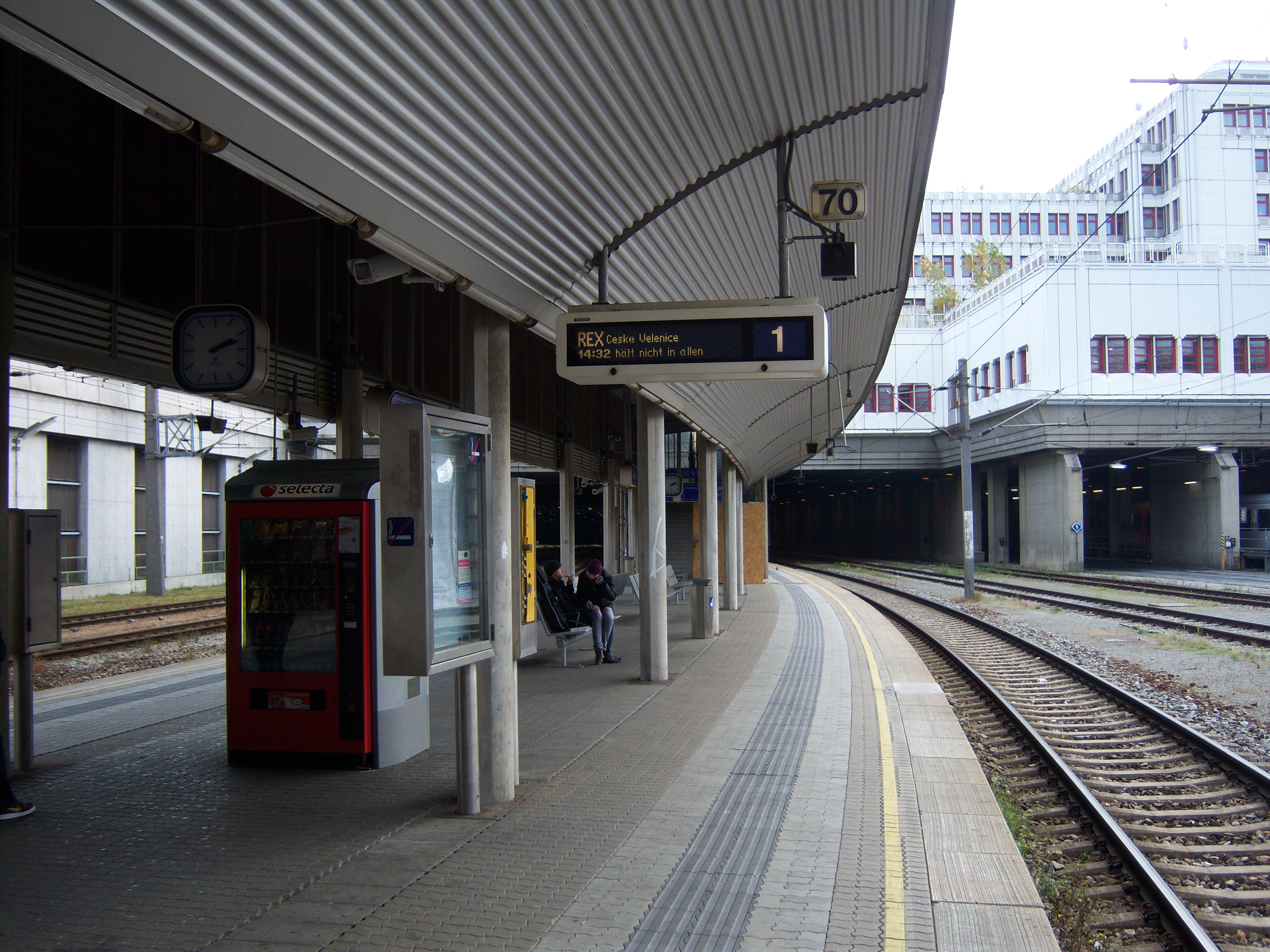
Bahnsteige der ÖBB
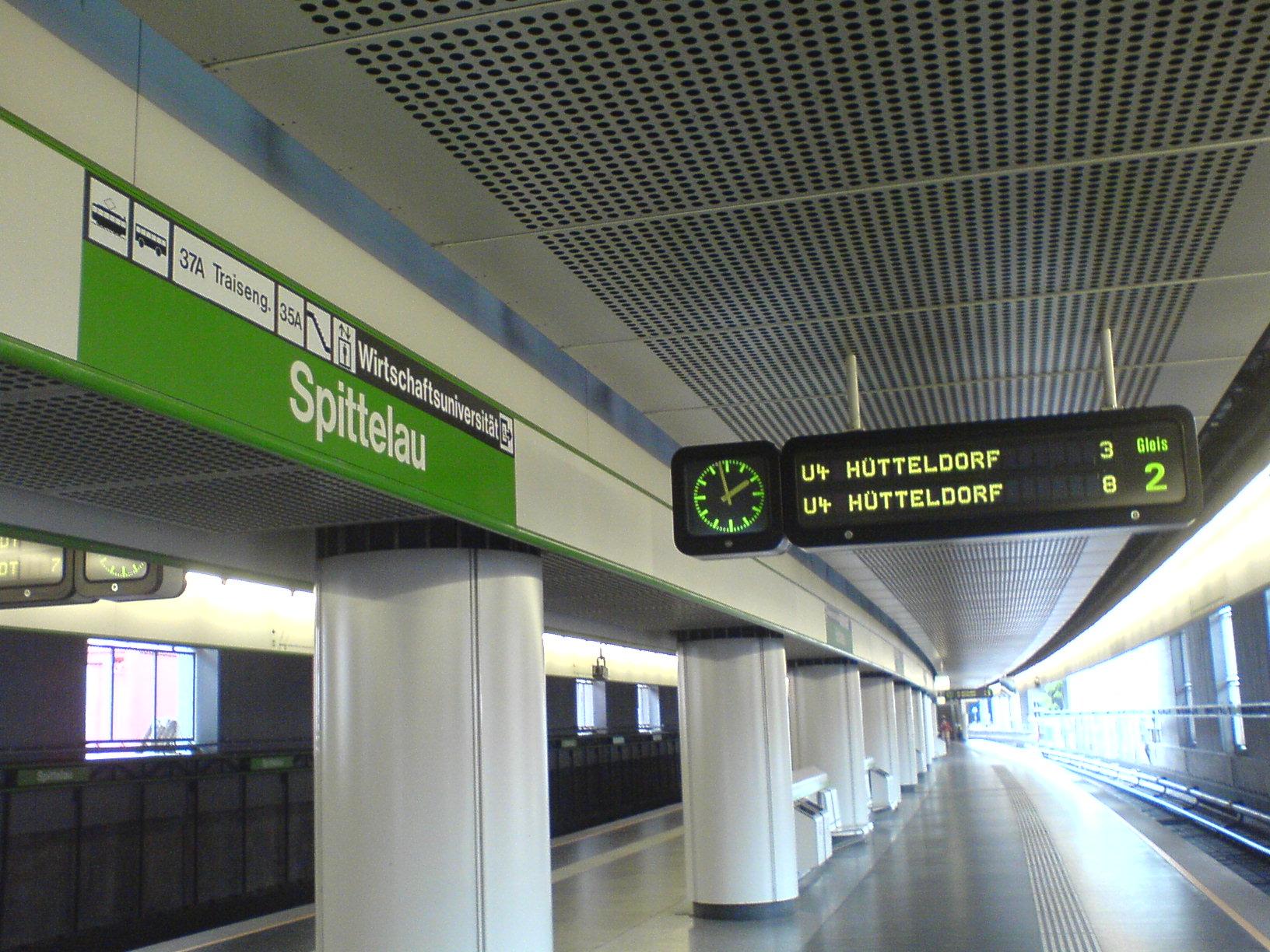
Bahnsteige der U4
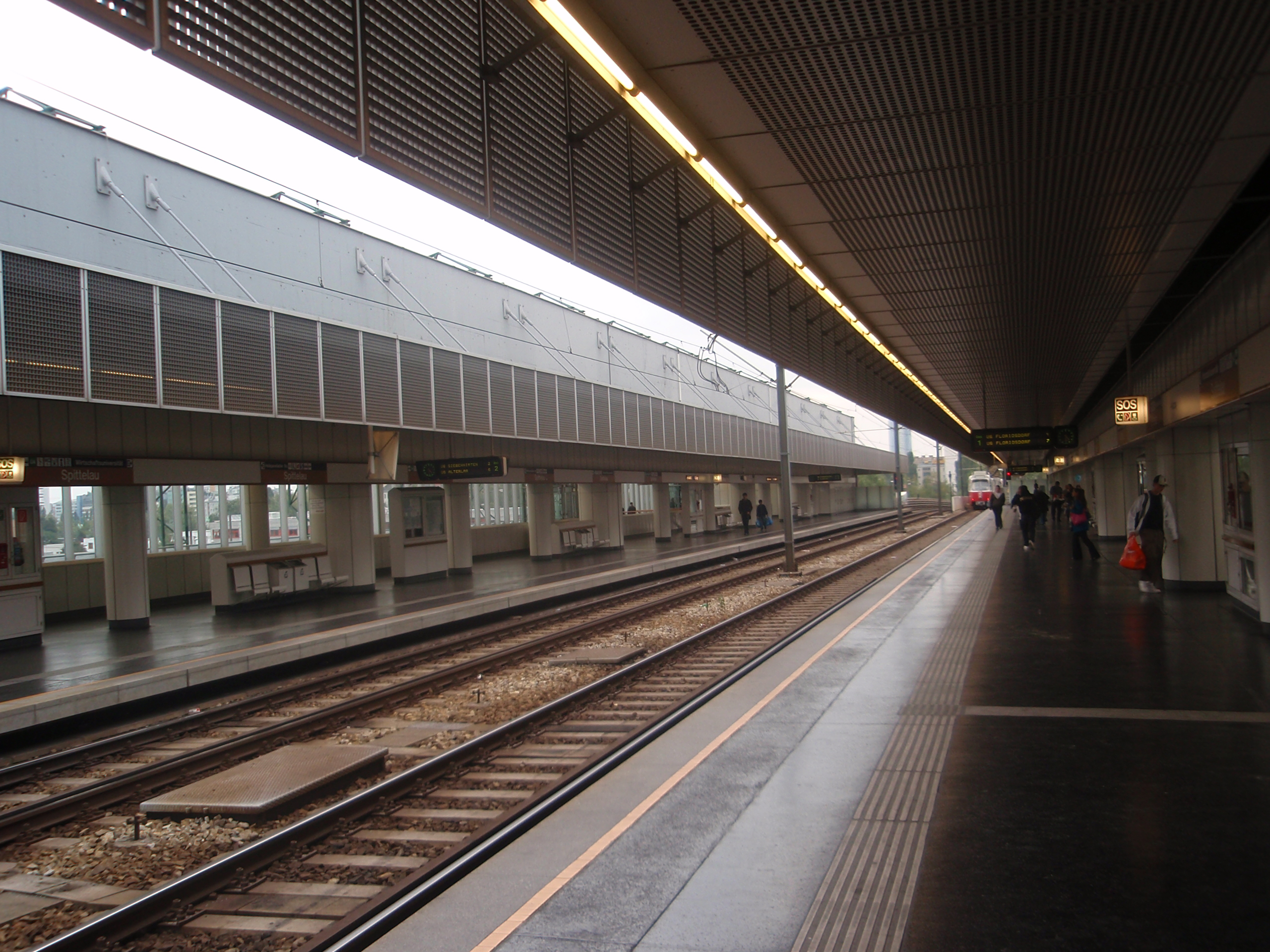
Bahnsteige der U6
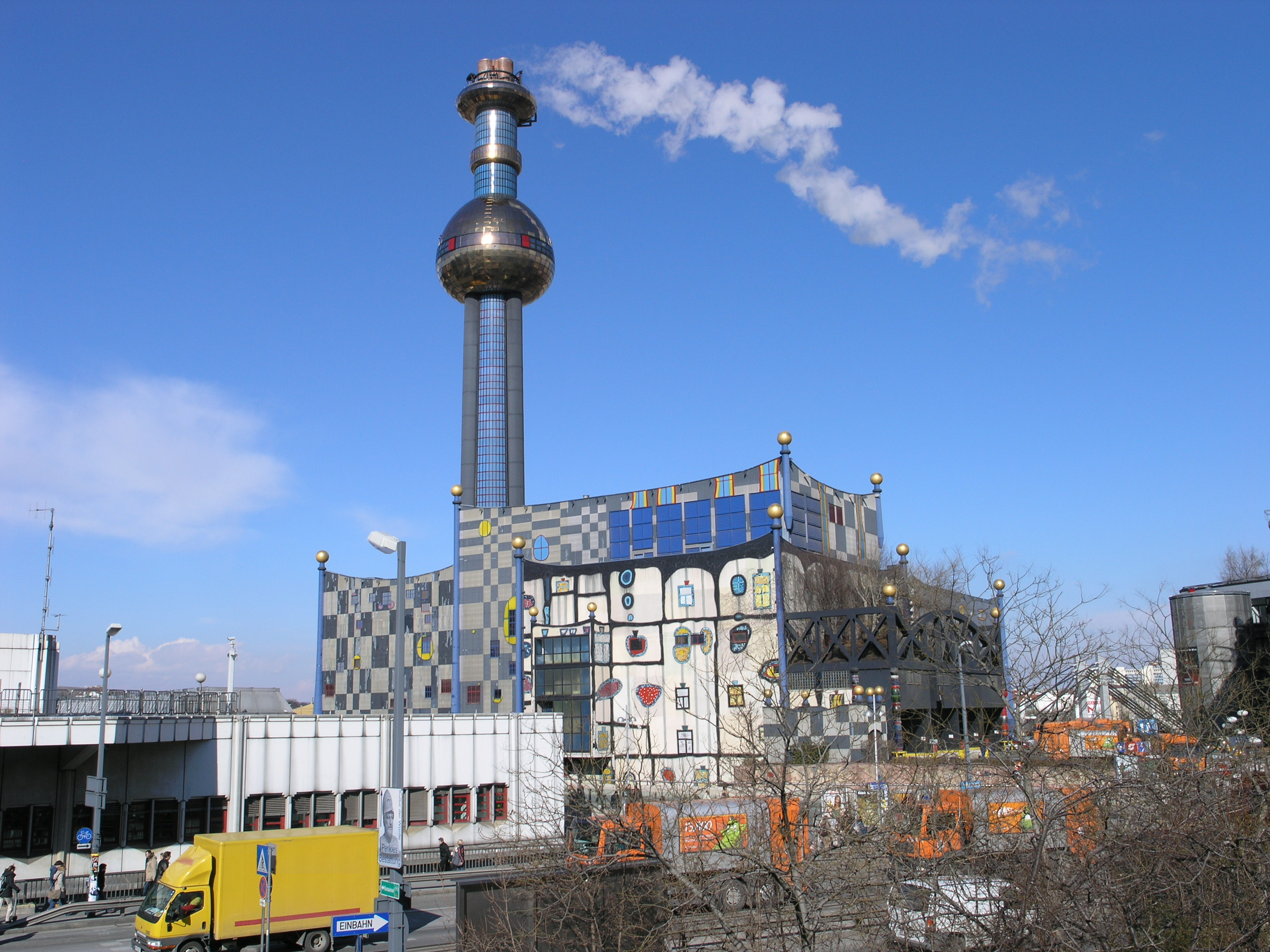
Das Fernheizwerk Spittelau südlich der Station
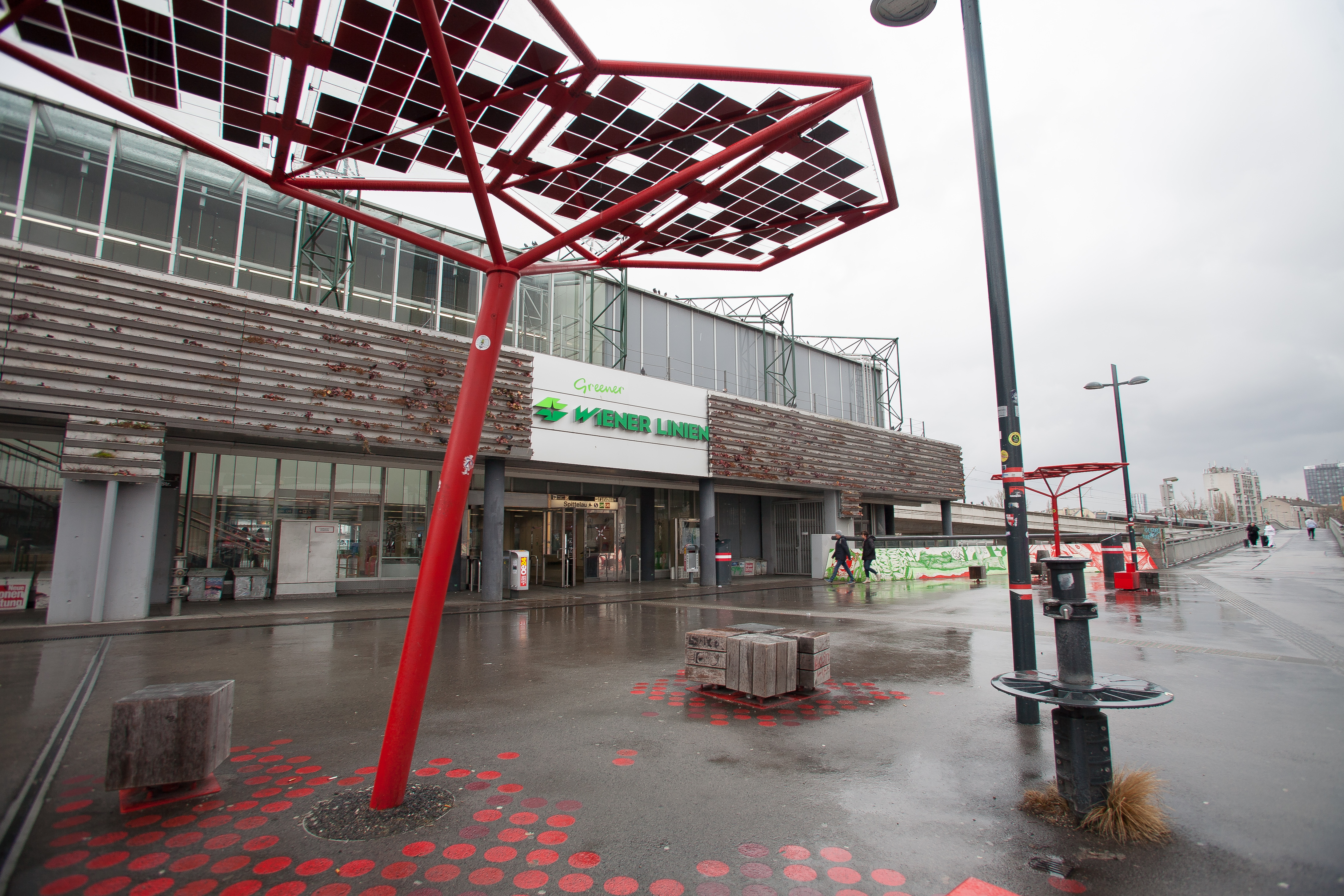
Oberer Eingang mit  Schattenspender
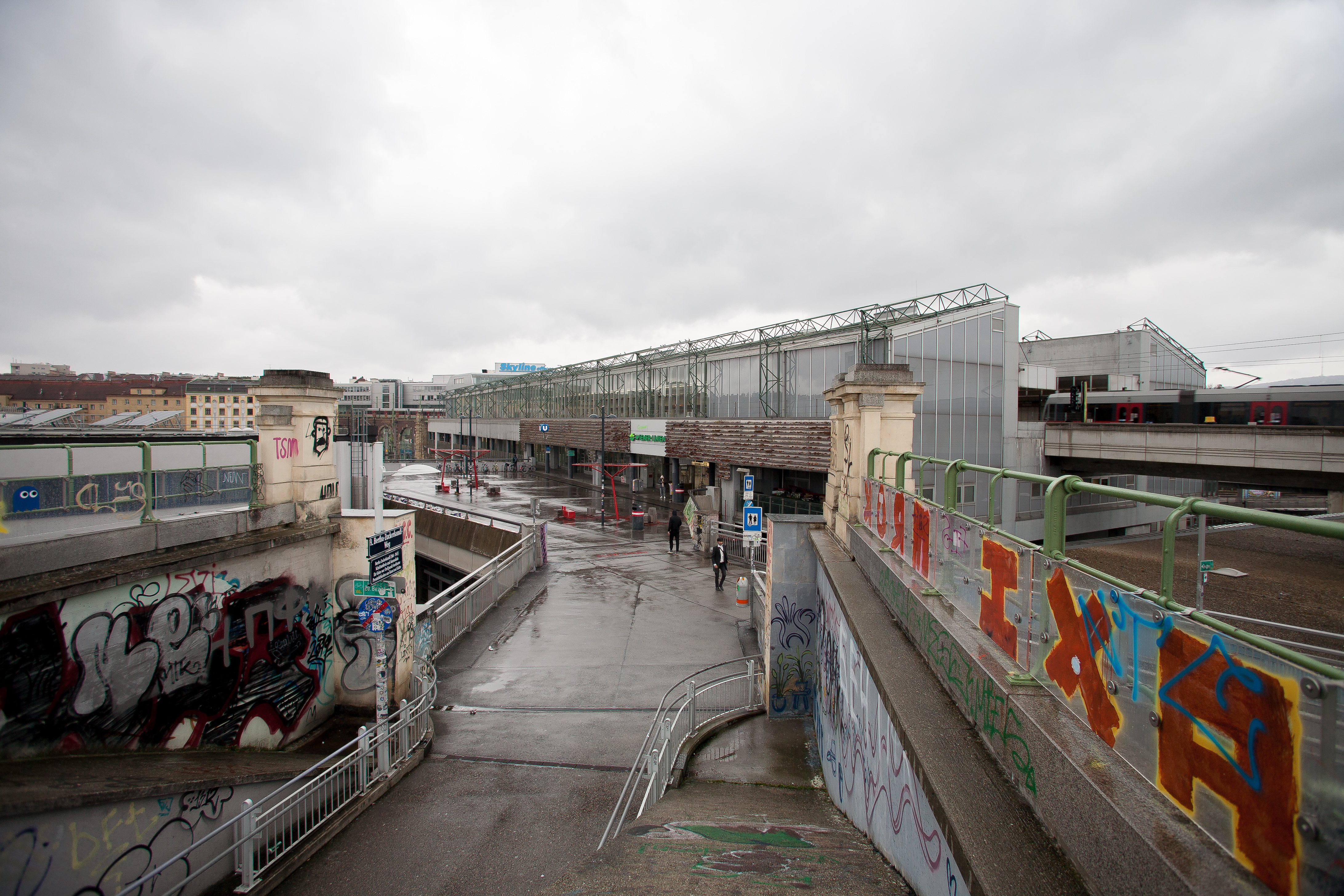
Vorplatz, Oberer Eingang